# Zivilgemeinde (Kanton Zürich)
Die Zivilgemeinde war eine im schweizerischen Kanton Zürich im 19. Jahrhundert häufige, heute aber nicht mehr existente Gemeindeart. Sie wurde, gestützt auf die neue Kantonsverfassung, per Anfang 2010 aufgehoben.

## Geschichte
Bei den Zivilgemeinden handelte es sich um Körperschaften des kantonalen öffentlichen Rechts, die gewöhnlich einzelne Ortschaften innerhalb einer grösseren politischen Gemeinde umfassten, manchmal aber auch dasselbe Objekt betrafen.
Sie wurden in der Zeit der Helvetischen Republik geschaffen, als die alten Dorfgemeinschaften in privatrechtliche Korporationen und öffentlichrechtliche Zivilgemeinden aufgespalten wurden (vgl. Gemeindedualismus). In der ersten Hälfte des 19. Jahrhunderts wurden zahlreiche Neugründungen vorgenommen, so dass man im Jahre 1855 einen Höchststand von 420 Körperschaften mit Zivilgemeindestatus registrierte. In den folgenden Jahrzehnten schrumpfte die Zahl der Zivilgemeinden zusehends. Eine der letzten neugegründeten Zivilgemeinden dürfte 1875 Sennhof bei Winterthur gewesen sein; untersagt wurden Neugründungen jedoch erst mit dem Gemeindegesetz von 1929. 1894 gab es noch 294 Zivilgemeinden, 1960 noch deren 41. Bis 2005 – dem Zeitpunkt der Abstimmung über die neue Kantonsverfassung – war der Bestand auf 20 Körperschaften gesunken.
Ihre Aufgaben umfassten zunächst sämtliche materiellen Aufgaben einer Gemeinde wie Flur-, Strassen-, Wasser- und Löschwesen; den politischen Gemeinden kamen dagegen verfassungsmässige Aufgaben wie Polizeiwesen, Zivilstandswesen, Beurkundung und Vormundschaftspflege zu. Die politischen Gemeinden wurden jedoch zunehmend zulasten der Zivilgemeinden gestärkt, unter anderem mit dem Gemeindegesetz von 1875.

## Rechtsstellung
Wie alle übrigen Gemeinden waren auch die Zivilgemeinden der Aufsicht des Bezirksrates sowie des Regierungsrates unterstellt und damit öffentlichrechtlich organisiert. Die Zivilgemeinden hatten aber keinen Anspruch auf Zahlungen aus dem Finanzausgleich, sie mussten selbst für ihren Unterhalt aufkommen, beispielsweise über Gebühren und Erträge aus den ihnen verbliebenen Aufgaben wie der Elektrizitäts- und der Wasserversorgung oder dem Flurweg-Unterhalt. Steuern durften sie keine erheben.

## Neue Verfassung des Kantons Zürich
Die neue Kantonsverfassung des Standes Zürich brachte die Abschaffung der Zivilgemeinden mit sich.
Der Verfassungsentwurf wurde am 27. Februar 2005 durch die Stimmbürger angenommen und ist am 1. Januar 2006 in Kraft getreten. Gemäss Art. 143 Abs. 1 KV waren die Zivilgemeinden innert vier Jahren, d. h. per 1. Januar 2010, mit der jeweiligen politischen Gemeinde, auf deren Territorium sie lagen, zu vereinigen.
In der Diskussion der neuen Verfassung wurde die Zivilgemeinde als «alter Zopf» bezeichnet, den es abzuschneiden gelte. Die Zivilgemeinden waren allerdings anderer Ansicht und verteidigten ihre Existenz unter anderem mit dem Argument, sie seien so effizient wie sonst kaum eine Körperschaft. Diese Argumente verfingen beim Verfassungsrat nicht.

### Liste der zum Zeitpunkt der Abstimmung noch bestehenden Zivilgemeinden
- Bezirk Andelfingen
  - Gräslikon (politische Gemeinde Berg am Irchel; per 1. Januar 2007 aufgelöst)
  - Guntalingen (politische Gemeinde Waltalingen)
  - Rudolfingen (politische Gemeinde Trüllikon)
  - Trüllikon (politische Gemeinde Trüllikon)
  - Wildensbuch (politische Gemeinde Trüllikon)

- Bezirk Bülach
  - Breite-Hakab (politische Gemeinde Nürensdorf, per 1. Januar 2008 aufgelöst)
  - Oberwil (politische Gemeinde Nürensdorf, per 22. August 2009 aufgelöst)

- Bezirk Dielsdorf
  - Adlikon (politische Gemeinde Regensdorf)
  - Niederhasli (politische Gemeinde Niederhasli)
  - Oberhasli (politische Gemeinde Niederhasli)
  - Stadel (politische Gemeinde Stadel bei Niederglatt)
  - Watt (politische Gemeinde Regensdorf)
  - Windlach (politische Gemeinde Stadel bei Niederglatt)

- Bezirk Hinwil
  - Gossau (politische Gemeinde Gossau ZH)
  - Tann (politische Gemeinde Dürnten)
  - Unter-Dürnten (politische Gemeinde Dürnten)

- Bezirk Pfäffikon
  - Bauma (politische Gemeinde Bauma)
  - Neschwil (politische Gemeinde Weisslingen)

- Bezirk Uster
  - Brüttisellen (politische Gemeinde Wangen-Brüttisellen)

- Bezirk Winterthur
  - Wiesendangen (politische Gemeinde Wiesendangen)

In den Bezirken, Affoltern, Dietikon, Horgen, Meilen und  Zürich gab es damals schon keine Zivilgemeinden mehr.